# Subancistrocerus abdominalis
Subancistrocerus abdominalis är en stekelart som beskrevs av Giordani Soika 1994. Subancistrocerus abdominalis ingår i släktet Subancistrocerus och familjen Eumenidae. Inga underarter finns listade i Catalogue of Life.